# Anoplophora imitator
Anoplophora imitator är en skalbaggsart som först beskrevs av White 1858.  Anoplophora imitator ingår i släktet Anoplophora och familjen långhorningar. Inga underarter finns listade i Catalogue of Life.